# Нолан Патрік
Нолан Джеймс Патрік (англ. Nolan James Patrick, нар. 19 вересня 1998, Вінніпег) — канадський хокеїст українського походження, центральний нападник клубу НХЛ «Філадельфія Флаєрс».
Походить з хокейної родини — син Стіва Патріка, а по материнській лінії — племінник Річа Черномаза

## Ігрова кар'єра
Хокейну кар'єру розпочав 2013 року.
2017 року був обраний на драфті НХЛ під 2-м загальним номером командою «Філадельфія Флаєрс».
Наразі єдиною професійною командою у кар'єрі гравця лишається клуб НХЛ «Філадельфія Флаєрс», за який наразі зіграв 31 матч.

## Статистика

### Клубні виступи
| Сезон        | Клуб                 | Ліга         | Регулярний сезон | Регулярний сезон | Регулярний сезон | Регулярний сезон | Регулярний сезон | Плей-оф | Плей-оф | Плей-оф | Плей-оф | Плей-оф |
| Сезон        | Клуб                 | Ліга         | І                | Г                | П                | О                | ШХ               | І       | Г       | П       | О       | ШХ      |
| ------------ | -------------------- | ------------ | ---------------- | ---------------- | ---------------- | ---------------- | ---------------- | ------- | ------- | ------- | ------- | ------- |
| 2013–14      | «Вінніпег Трешерс»   | MMHL         | 39               | 33               | 30               | 63               | 42               | 8       | 3       | 7       | 10      | 6       |
| 2013–14      | «Брендон Віт Кайнгс» | ЗХЛ          | 3                | 1                | 0                | 1                | 0                | 9       | 0       | 0       | 0       | 2       |
| 2014–15      | «Брендон Віт Кайнгс» | ЗХЛ          | 55               | 30               | 26               | 56               | 19               | 19      | 8       | 7       | 15      | 14      |
| 2015–16      | «Брендон Віт Кайнгс» | ЗХЛ          | 72               | 41               | 61               | 102              | 41               | 21      | 13      | 17      | 30      | 16      |
| 2016–17      | «Брендон Віт Кайнгс» | ЗХЛ          | 33               | 20               | 26               | 46               | 36               | —       | —       | —       | —       | —       |
| 2017–18      | «Філадельфія Флаєрс» | НХЛ          | 31               | 2                | 6                | 8                | 10               |         |         |         |         |         |
| Усього в НХЛ |                      |              |                  |                  |                  |                  |                  |         |         |         |         |         |
| Усього в ЗХЛ | Усього в ЗХЛ         | Усього в ЗХЛ | 163              | 92               | 113              | 205              | 96               | 49      | 21      | 24      | 45      | 32      |

### Збірна
| Рік              | Команда          | Турнір           | Місце            | І | Г | П | О  | ШХ |
| ---------------- | ---------------- | ---------------- | ---------------- | - | - | - | -- | -- |
| 2014             | Канада           | U17              | 5-е              | 5 | 0 | 5 | 5  | 6  |
| 2015             | Канада           | ІГ18             | 1                | 4 | 3 | 2 | 5  | 6  |
| Молодіжна збірна | Молодіжна збірна | Молодіжна збірна | Молодіжна збірна | 9 | 3 | 7 | 10 | 12 |